# Skrýš (manga)
Skrýš (japonsky HIDEOUT) je japonská jednosvazková hororová manga, jejímž autorem je Masasumi Kakizaki. Manga původně vycházela v časopisu Big Comic Spirits nakladatelství Šógakukan v roce 2010, přičemž v témž roce byla i vydána v souborném svazku. V Česku mangu vydalo nakladatelství CREW v roce 2018 v překladu Anny Křivánkové.